# Suren Nalbandjan
Suren Rubenovič Nalbandjan (in russo Сурен Рубенович Налбандян?; in armeno Սուրեն Նալբանդյան?; 3 giugno 1956) è un ex lottatore sovietico proveniente dall'Armenia, specializzato nella lotta greco-romana.

## Palmarès

### Olimpiadi
- 1 medaglia:
  - 1 oro (Montréal 1976 nei 68 kg)

### Europei
- 2 medaglie:
  - 1 oro (Bursa 1977 nei 68 kg)
  - 1 bronzo (Leningrado 1976 nei 62 kg)